# Ermita de San Blas (Sevilla)
La ermita de San Blas fue un edificio religioso de la ciudad española de Sevilla.

## Descripción
La ermita estaba situada en el lugar que ahora se conoce como calle San Blas por ese motivo. Aparece descrita en la Noticia histórica del origen de los nombres de las calles de esta ciudad de Sevilla (1839) de Félix González de León con las siguientes palabras:

[...] la antigua hermita de san Blas, fundacion del novilísimo linage de los coroneles, y como tal fué su dueño y patrona doña Maria Coronel fundadora del convento de santa Ines, que á ella se retiró cuando la infausta muerte de su marido don Juan de la Cerda á quien quitó la vida el rey don Pedro, por gozar á su muger, aunque nunca pudo conseguirlo, por la virtud y honestidad de dicha señora. La hermita quedó por su muerte á las monjas de santa Ines, que gozaron su patronato, el cual despues perdieron, y entró á dominarla el ordinario, hasta que se derribó por amenazar ruina, y pasaron el santo titular á la iglesia de dicho convento de santa Ines, y ya no existe dicha hermita que fué en lo antiguo una de las mas célebres. En esta hermita fué virtualmente la fundacion del convento de las monjas capuchinas, porque en ella estuvieron las primeras monjas desde que entraron en Sevilla hasta que labraron su convento.
(González de León, 1839, pp. 206)